# Limnophyes scalpellatus
Limnophyes scalpellatus är en tvåvingeart som beskrevs av Lars Zakarias Brundin 1947. Limnophyes scalpellatus ingår i släktet Limnophyes och familjen fjädermyggor. Det är osäkert om arten förekommer i Sverige. Inga underarter finns listade i Catalogue of Life.